# Fußball-Club Sachsen Leipzig 1990
Fußball-Club Sachsen Leipzig 1990 e.V. foi uma agremiação esportiva alemã, fundada a 1 de agosto de 1990, sediada em Leipzig, na Saxônia. As raízes remontam a 1899 a partir da fundação do Britannia Leipzig. Após a Primeira Guerra Mundial, houve uma fusão, em 1919, com o FC Hertha 05 Leipzig, resultando no Leipziger Sportverein 1899. Outro antecessor, o SV Tura Leipzig, foi formado, em 1932, e apenas seis anos depois, em 1938, aderiu à união para a formação do Tura 1899 Leipzig. O clube foi dissolvido em 2011.

## História

Britannia, Tura 32 e Tura 99

Dos primeiros clubes, só o Britannia se mostrou competitivo, vindo a atuar na competição sênior nível municipal entre 1908 e 1910. Em 1922, já como SV, terminou no fundo da tabela na temporada seguinte.

BSG Chemie Leipzig

O futebol alemão foi reorganizado, em 1933, sob o Terceiro Reich em 16 divisões principais. O Tura foi inserido na Gauliga Sachsen desde 1936 e na sequência da sua fusão com o SV, permaneceu na primeira divisão como SV Tura 1899. A equipe escapou do rebaixamento, em 1939, apenas por causa da reestruturação da Gauliga Sachsen em duas divisões. No entanto, em 1942, o desempenho do time sem brilho contínuo culminou na última colocação e foi rebaixado da primeira divisão. O clube retornou em 1943, mas o advento da Segunda Guerra Mundial foi um ocorrido insustentável e a Gauliga Sachsen dividiu-se em um pequeno número de ligas locais. O Tura então se uniu ao SpVgg Leipzig de maneira breve para formar o KSG Tura/SpVgg Leizig.

Grün-Weiß Leipzig 1990

Depois da guerra uma série de novos esportes e clubes de futebol foram formadas, muitas vezes construído em torno dos núcleos de agremiações pré-guerra: O SG Leipzig-Leutzsch foi o mais próximo descendente do antigo Tura. Em março de 1949, Leutzsch, Lindenau SG-Hafen, SG Lindenau-Aue, SG Leipzig-Mitte, e o SG Böhlitz-Ehrenberg foram unidos para formar o GSZ Industrie Leipzig. Em agosto do ano seguinte, o clube foi renomeado BSG Chemie Leipzig.
O Chemie, por sua vez, foi dissolvido em setembro de 1954, quando os seus jogadores foram designados para o Lokomotive Leipzig. Em 1963, o leste alemão foi reorganizado com vistas a promover o desenvolvimento de talentos para a Seleção Nacional. O Lok foi desmontado para ajudar na recriação do BSG Chemie Leipzig. No final de maio de 1990, foi rebatizado FC Grün-Weiß Leipzig e, em rápida sucessão, se uniu ao SV Chemie Böhlen, anteriormente BSG Chemie Böhlen, formando o atual clube em agosto daquele ano.
O clube competiu pela última vez na camada quinta Regionalliga Nord e atuou no Alfred-Kunze-Sportpark. Em março de 2009, declarou falência pela segunda vez em sua história, já o tendo feito em 2001. Anunciou-se em 2011 que a associação iria se dissolver a 30 de junho de 2011.

## Clubes de sucessão

### BSG Chemie Leipzig

BSG Chemie Leipzig

O BSG Chemie Leipzig passou a reivindicar sua volta ao cenário futebolístico, especialmente por conta da campanha no campeonato 1963-1964. O clube teve que reiniciar sua trajetória no nível mais baixo, a Kreisklasse 3 Leipzig - Grupo 1, na temporada 2008-2009.

#### Retrospecto
- 2008-09 - 3. Kreisklasse (12ª divisão) - 1º
- 2009-10 - 2. Kreisklasse - (11ª divisão) - 1º
- 2010-11 - 1. Kreisklasse - (10ª divisão) - 1º
- 2011-12 - Sachsenliga - (6ª divisão) - 7º
- 2012-13 - Sachsenliga - (6ª divisão) - 14º
- 2013-14 - Bezirksliga Sachsen Nord - (7ª divisão) - º

## Participações na Europa
| Temporada | Competição   | Fase             | Adversário        | Resultado    | Pontos |
| --------- | ------------ | ---------------- | ----------------- | ------------ | ------ |
| 1964/65   | Copa da Uefa | Qualificação     | Győri ETO FC      | 0 a 2, 2 a 4 | 0.0    |
| 1966/67   | Copa da Uefa | 1ª fase          | Legia Varsóvia    | 3 a 0, 2 a 2 | 5.0    |
|           | Copa da Uefa | Oitavas de final | Standard de Liège | 2 a 1, 0 a 1 | 5.0    |

### SG Leipzig

SG Leipzig

A 21 de maio de 2011 o sucessor disputou a temporada 2011-12 no Alfred-Kunze-Sportpark. O departamento de futebol decidira participar do campeonato após a falência do FCS.
Em 31 de maio de 2013, a Assembléia Geral decidiu mudar o nome do clube para Sportgemeinschaft Sachsen Leipzig e.V.
O SG Sachsen Leipzig, a exemplo do BSG Chemie Leipzig, da Saxônia, é o sucessor do FC e atualmente atua na liga Saxônia (Sachsenliga), a sexta divisão do futebol alemão.

#### Retrospecto
- 2011-12 - Sachsenliga (6ª divisão) - 6º
- 2012-13 - Sachsenliga (6ª divisão) - 7º
- 2013-14 - Sachsenliga (6ª divisão) -  º

## Títulos
- Campeão Alemão do Leste: 1951, 1964;
- Campeão Alemão do Leste: 1957, 1966;
- Copa da Saxônia: 1993, 1994, 1995, 2005;